# Mark Rothko
Mark Rothko nascido Markus Yakovlevich Rothkowitz (Russian: Ма́ркус Я́ковлевич Ротко́вич, Latvian: Markuss Rotkovičs; Dunaburgo, 25 de setembro de 1903 — Nova Iorque, 25 de fevereiro de 1970) foi um pintor norte-americano de origem letã e judaica. Imigrou com sua família de Dvinsk (hoje Dunaburgo, Letónia, outrora parte do Império Russo) para os Estados Unidos em 1913, quando ele tinha dez anos.  Ele é classificado como um expressionista abstrato, embora ele tenha rejeitado esse rótulo. Resistiu aceitar, também, a classificação de "pintor abstrato". Tal como Jackson Pollock e Willem de Kooning, Rothko é um dos mais famosos pintores americanos do período pós-guerra.

## Biografia
Nascido Ма́ркус Я́ковлевич Ротко́вич (Markus Yakovlevich Rothkowitz) numa família judaica, Mark Rothko (em russo Марк Ро́тко) emigrou com a mãe e a irmã para Portland (Oregon), em 1913, para se reunir ao pai e irmãos. Fez seus estudos no Lincoln High School de Portland, depois na Universidade Yale.
Em 1929, tornou-se professor de desenho para crianças.
Casou-se com Edith Sachar, em 1932. Em 1934, fundou a Artist Union de Nova York.
Em 1940 adotou o nome anglicizado "Mark Rothko", dois anos após ter obtido a nacionalidade americana.
De acordo com seus amigos, tinha uma natureza difícil. Profundamente ansioso e irascível, podia ser também extremamente afetuoso.  É na década de 1950 que sua carreira verdadeiramente se destaca, graças sobretudo ao colecionador Duncan Philips que lhe comprou vários quadros e, após uma longa viagem do pintor à Europa, consagrou uma sala inteira à sua coleção (um sonho de Rothko, que desejava que os visitantes não fossem perturbados por outras obras).
A década de 1960 foi para Rothko um período de grandes encomendas públicas - da Universidade Harvard, da Marlborought Gallery de Londres, a capela em Houston) - e de desenvolvimento das suas ideias sobre a pintura. Mas este impulso criador e de reconhecimento foi interrompido por um aneurisma de aorta - doença incapacitante que o impediu de pintar em grandes formatos.

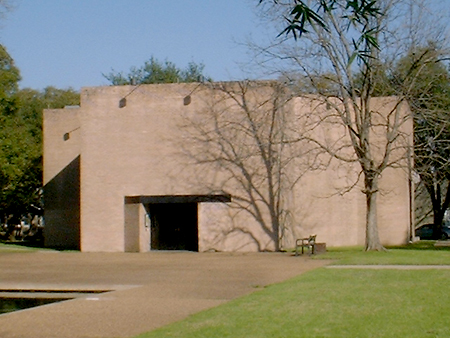
A capela Rothko, em Houston

Reconhecido na Europa e na América pelo seu papel no desenvolvimento da arte não-representativa, Rothko cometeu suicídio em 25/2/1970 em plena depressão e doença.

## Obra
Rothko era um intelectual, um homem extremamente culto que amava a música e a literatura e era muito interessado pela filosofia, em particular pelos escritos de Nietzsche e pela mitologia grega. Influenciado pela obra de Henri Matisse – a quem ele homenageou em uma de suas telas – Rothko ocupou um lugar singular na Escola de Nova York.
Após ter experimentado o expressionismo abstrato e o surrealismo, ele desenvolveu, no final dos anos 1940, uma nova forma de pintar. Hostil ao expressionismo da Action Painting, Mark Rothko (assim como Barnett Newman e Clyfford Still) inventa uma forma  meditativa de pintar, que o crítico Clement Greenberg definiu como Colorfield Painting ("pintura do campo de cor").
Em suas telas, ele se exprime exclusivamente por meio da cor em tons indecisos, em superfícies moventes, às vezes monocromáticas e às vezes compostas por partes diversamente coloridas. Ele atinge assim uma dimensão espiritual particularmente sensível.
Para não especialistas, suas telas parecem profetizar o surgimento das páginas Web, só que em dimensões maiores que a parede de nossas residências.

### Maturidade artística
Rothko se separou de sua esposa no verão de 1937, em seguida ao sucesso de Edith no ramo das joias. Aparentemente, ele não tinha prazer em trabalhar com sua esposa e se sentia ameaçado por seu sucesso financeiro. Edith e ele se reconciliaram no outono, mas a relação permaneceu difícil.
Em 21 de fevereiro de 1938, Rothko obtém a nacionalidade americana, incitado por seus medos de que a influência nazista, crescente na Europa, pudesse provocar a deportação de judeus americanos. A aparição de simpatizantes do nazismo nos Estados Unidos aumentou seus temores; em Janeiro de 1940, adotou o nome Mark Rothko. A partícula "Roth" era identificada como judaica.
Após o pacto germano-soviético entre Hitler e Stalin, em 1939, Rothko, Avery Gottlieb e outros deixaram o Congresso dos artistas americanos em sinal de protesto contra a aproximação do congresso com o comunismo radical. Em junho, ele forma com outros artistas, a Federação dos pintores e escultores modernos, cujo objetivo era manter a arte isenta de propaganda política.

### Inspiração nietzscheana
Um livro crucial para Rothko foi O nascimento da tragédia de Friedrich Nietzsche. A nova visão de Rothko tentava  dirigir-se às  exigências da espiritualidade do homem moderno e às exigências criativas mitológicas, como Nietzsche, clamando que a tragédia grega é uma tentativa humana de compensar os terrores de uma vida mortal. Os objetivos artísticos modernos deixam de ser importantes para Rothko e sua arte terá como finalidade, aliviar o vazio espiritual fundamental do homem moderno; um vazio criado pela ausência de uma mitologia voltada corretamente "ao crescimento de um espírito infantil e (…) para a vida e as lutas de um homem" e para fornecer o reconhecimento estético necessário à liberação das energias inconscientes, precedentemente liberadas pelas imagens, símbolos e rituais mitológicos.
Rothko se considerava como um "fazedor de mitos". "A experiência trágica fortificante" escreveu ele, "é para mim a única fonte de arte".

### Mercado de arte
Em maio de 2012 a obra Orange, Red, Yellow de 1961 foi vendida pela Christie's em Nova Iorque por 86,9 milhões de dólares, estabelecendo um novo recorde de valor nominal para uma pintura feita no pós-guerra.